# Lista episoadelor din Tokyo Ghoul
Tokyo Ghoul (2014)
Lista episoadelor din Tokyo Ghoul arată episoadele al seriei anime Tokyo Ghoul ce se bazează pe seria manga Tokyo Ghoul de Sui Ishida care sunt regizate de Shuhei Morita și produse de Studioul Pierrot și TV Tokyo și au început să fie difuzate pe data de 4 iulie 2014 la TV Tokyo și s-au încheiat la data de 19 septembrie 2014.

## Lista episoadelor
| Nr. Ep. Original | Nr. Ep. Serie | Nr. Ep. Sezon | Titlu               | Apariție           |
| ---------------- | ------------- | ------------- | ------------------- | ------------------ |
| 1                | 1             | 1             | Tragedie            | 4 iulie 2014       |
| 2                | 2             | 2             | Incubație           | 11 iulie 2014      |
| 3                | 3             | 3             | Porumbel            | 18 iulie 2014      |
| 4                | 4             | 4             | Cina                | 25 iulie 2014      |
| 5                | 5             | 5             | Cicatrice           | 1 august 2014      |
| 6                | 6             | 6             | Rafală de ploaie    | 8 august 2014      |
| 7                | 7             | 7             | Captivitate         | 15 august 2014     |
| 8                | 8             | 8             | Circular            | 22 august 2014     |
| 9                | 9             | 9             | Colivie             | 29 august 2014     |
| 10               | 10            | 10            | Aogiri              | 5 septembrie 2014  |
| 11               | 11            | 11            | Spirite înflăcărate | 12 septembrie 2014 |
| 12               | 12            | 12            | Ghoul               | 19 septembrie 2014 |